# Star Search
Star Search war eine Castingshow, die von 2003 bis 2004 in Deutschland auf dem Sender Sat.1 ausgestrahlt wurde. Die Konzeption der Show entspricht der gleichnamigen US-amerikanischen Vorlage, die in den USA von 1983 bis 1995 und von 2003 bis 2004 gesendet wurde.

## Ursprung in den USA
Erstmals wurde Star Search von 1983 bis 1995 in den USA ausgestrahlt. Sie gilt als Urform aller Castingshows und verhalf unter anderem Aaliyah, Britney Spears, Christina Aguilera, Destiny’s Child, Kevin James, Usher und Justin Timberlake zu einem erfolgreichen Karrierestart. Im Gegensatz zu heute üblichen Castingshows wurden bei Star Search neben Einzelsängern auch Musikgruppen, Komödianten und Tänzer gesucht.
Nach dem Erfolg der Castingshow American Idol brachte Arsenio Hall zwischen 2003 und 2004 auf CBS eine Neuauflage von Star Search. Danach lief sie noch ein Jahr auf Game Show Network.

## Star Search in Deutschland

### Erste Staffel (2003)
Nach dem Erfolg von Deutschland sucht den Superstar sendete Sat.1 ab 5. Juli 2003 Star Search. Moderiert wurde diese Castingshow von Kai Pflaume, der dafür für den Deutschen Fernsehpreis 2003 nominiert wurde. Die Jury bestand aus Jeanette Biedermann, Hugo Egon Balder, Alexandra Kamp sowie einem in jeder Sendung wechselnden Gast-Juror. Die am Sonntag ausgestrahlte 25-minütige Live-Sendung Star Search Spezial moderierte Aleksandra Bechtel. Das Finale der ersten Staffel fand am 10. August 2003 statt.
Insgesamt gab es vier Kategorien:
1. Music Act bis 15 Jahren:
  - Sieger: Daniel Siegert (Hahnbach)
  - Zweite: Senta-Sofia Delliponti (Gifhorn)
  - Ausgeschieden im Halbfinale: Jenniffer Kae, Lil’O
  - Ausgeschieden im Achtelfinale: Bill Kaulitz
2. Model:
  - Siegerin: Maureen Sauter (Lindau (Bodensee))
  - Zweite: Daniela Domröse (Nürnberg)
3. Comedian:
  - Sieger: Ingo Oschmann (Bielefeld)
  - Zweiter: John Doyle (Köln)
  - Ausgeschieden im Halbfinale: Johannes Flöck (gegen Ingo Oschmann)
  - Ausgeschieden im Viertelfinale: Sebastian Schnoy (gegen John Doyle)
  - Ausgeschieden im Achtelfinale: Sven Nagel (gegen Ingo Oschmann)
4. Music Act ab 16 Jahren:
  - Sieger: Martin Kesici (Berlin)
  - Zweiter: Thomas Wohlfahrt (Altusried)
  - Ausgeschieden im Halbfinale: Michael Wurst (gegen Martin Kesici)

### Zweite Staffel (2004)
Vom 1. Dezember 2003 bis zum 26. Januar 2004 konnte sich für die zweite Staffel Star Search beworben werden. Start der Staffel war am 8. April 2004.
Die Jury bestand erneut aus Jeanette Biedermann, Hugo Egon Balder, Alexandra Kamp sowie einem in jeder Sendung wechselnden Gast-Juror. Im Finale wurde Biedermann aufgrund einer Erkrankung durch Martin Kesici, dem Sieger der ersten Staffel, vertreten. Im Verlauf der Staffel wurde Kamp durch Eva Padberg ersetzt.
Begleitet wurde die Staffel ab dem 14. April 2004 von Star Search – Das Magazin. Die Sendung, moderiert von Janin Reinhardt, lief jeden Dienstag für eine Stunde ab 21 Uhr auf VIVA. Das Finale der zweiten Staffel fand am 20. Mai 2004 statt.
Insgesamt gab es vier Kategorien:
1. Music Act bis 15 Jahren:
  - Siegerin: Maresa Maisenbacher (Weilheim in Oberbayern)
  - Zweiter: Johannes Braun (Burladingen, Sänger bei Kissin’ Dynamite)
  - Ausgeschieden: Die spätere DSDS-Kandidatin Annemarie Eilfeld (damals 13 Jahre, Dessau-Roßlau)
2. Model:
  - Sieger: Oliver Tienken (Stubben)
  - Zweiter: Matthias Hopp (Leipzig)
3. Comedian:
  - Sieger: Oliver Beerhenke (Rheda-Wiedenbrück)
  - Zweiter: Thomas Müller (Köln)
4. Music Act ab 16 Jahren:
  - Siegerin: Florence Joy Büttner (Otter)
  - Zweite: Stefanie Nerpel (Waibstadt)
  - Ausgeschieden: Die Sängerin der Band Cascada, Natalie Horler (Bonn) und Schlagerstar Linda Hesse

#### Einschaltquoten
Eine unvollständige Darstellung der Einschaltquoten der zweiten Staffel veranschaulicht folgende Tabelle:
| Datum                 | Zuschauer (Gesamt) | Marktanteil | Marktanteil     | Quellen       |
| Datum                 | Zuschauer (Gesamt) | Gesamt      | 14 bis 49 Jahre | Quellen       |
| --------------------- | ------------------ | ----------- | --------------- | ------------- |
| 8. April 2004         | 2,10 Mio.          | 7,0 %       | 10,4 %          | [ 14 ] [ 15 ] |
| 15. April 2004        | 2,60 Mio.          | –           | 11,7 %          | [ 15 ]        |
| 17. April 2004        | –                  | 5,6 %       | 9,0 %           | [ 16 ]        |
| 22. April 2004        | –                  | 7,8 %       | 13,8 %          | [ 17 ]        |
| 24. April 2004        | 2,10 Mio.          | 7,1 %       | 11,9 %          | [ 18 ] [ 19 ] |
| 29. April 2004        | 2,25 Mio.          | –           | 12,4 %          | [ 20 ]        |
| 20. Mai 2004 (Finale) | 2,66 Mio.          | 10,2 %      | 16,2 %          | [ 21 ] [ 22 ] |

Aufgrund unbefriedigender Zuschauerzahlen fielen die Werbepreise um 36 bis 50 Prozent, während Spezialsendungen sogar um bis zu 70 Prozent.

### Diskografie
Bei beiden Staffeln veröffentlichten die Teilnehmer der Kategorie Music Act ab 16 Jahren eine gemeinsame Single. In der ersten Staffel gab es zudem zwei gemeinsame Singles der letzten vier Teilnehmer in der Kategorie Music Act von 10 bis 15 Jahren.
Alben

| Jahr | Titel Interpreten                    | Höchstplatzierung, Gesamtwochen, AuszeichnungChartplatzierungen (Jahr, Titel, Interpreten, Platzierungen, Wochen, Auszeichnungen, Anmerkungen) | Höchstplatzierung, Gesamtwochen, AuszeichnungChartplatzierungen (Jahr, Titel, Interpreten, Platzierungen, Wochen, Auszeichnungen, Anmerkungen) | Höchstplatzierung, Gesamtwochen, AuszeichnungChartplatzierungen (Jahr, Titel, Interpreten, Platzierungen, Wochen, Auszeichnungen, Anmerkungen) | Anmerkungen |
| Jahr | Titel Interpreten                    | DE | AT | CH | Anmerkungen |
| ---- | ------------------------------------ | --- | --- | --- | ----------- |
| 2003 | The Album Star Search 1 – The Voices | DE3 (6 Wo.)DE | AT29 (4 Wo.)AT | CH13 (6 Wo.)CH |             |
| 2003 | Friends Star Search 1 – The Kids     | DE22 (3 Wo.)DE | — | — |             |
| 2004 | The Album Star Search 2 – The Voices | DE77 (2 Wo.)DE | — | — |             |

Singles

| Jahr | Titel Interpreten                                             | Höchstplatzierung, Gesamtwochen, AuszeichnungChartplatzierungen (Jahr, Titel, Interpreten, Platzierungen, Wochen, Auszeichnungen, Anmerkungen) | Höchstplatzierung, Gesamtwochen, AuszeichnungChartplatzierungen (Jahr, Titel, Interpreten, Platzierungen, Wochen, Auszeichnungen, Anmerkungen) | Höchstplatzierung, Gesamtwochen, AuszeichnungChartplatzierungen (Jahr, Titel, Interpreten, Platzierungen, Wochen, Auszeichnungen, Anmerkungen) | Anmerkungen |
| Jahr | Titel Interpreten                                             | DE | AT | CH | Anmerkungen |
| ---- | ------------------------------------------------------------- | --- | --- | --- | ----------- |
| 2003 | Every Single Star Star Search 1 – The Voices                  | DE8 (8 Wo.)DE | AT33 (7 Wo.)AT | CH32 (7 Wo.)CH |             |
| 2003 | Smile Star Search 1 – The Kids                                | DE5 (9 Wo.)DE | AT26 (6 Wo.)AT | CH34 (4 Wo.)CH |             |
| 2003 | All for Love Thomas Wohlfahrt & Michael Wurst & Martin Kesici | DE25 (8 Wo.)DE | — | CH71 (5 Wo.)CH |             |
| 2004 | Mother Daniel feat. Senta-Sofia & Jennifer & Oliver           | DE71 (3 Wo.)DE | — | — |             |
| 2004 | Nothing Can Stop Us Star Search 2 – The Voices                | DE47 (5 Wo.)DE | — | — |             |